# 小鬼與文字幽靈
《小鬼與文字幽靈》是一部美國和英國合拍的兒童懸疑電視劇，由儿童电视工作室（現改為芝麻街工作室）和英國廣播公司電視製作。該劇圍繞一群來自布魯克林區的多民族朋友展開，他們在名叫幽靈寫手（Ghostwriter）的鬼魂的幫助下，組成一支青年偵探團隊，解決社區犯罪和謎團。寫手只能通過操縱他能找到的任何文本和字母並用它們來組成單詞和句子來與孩子們交流。
該劇在布魯克林格林堡拍攝；1992年10月4日起在PBS上播出，1995年2月12日播出最後一集。1999年至2003年在兒童電視工作室共同創辦的Noggin頻道上重播。
2019年推出復活系列，2019年11月1日於Apple TV+首播。2021年推出衍生劇《小鬼與文字幽靈：超越頁面》（Ghostwriter: Beyond the Page）。

## 外部連結
- 互联网电影数据库（IMDb）上《小鬼與文字幽靈》的资料（英文）
- epguides.com上《小鬼與文字幽靈》的資料
- 互联网电影数据库（IMDb）上《The New Ghostwriter Mysteries》的资料（英文）
- epguides.com上《The New Ghostwriter Mysteries》的資料
- Announcement at TV Shows on DVD website – Ghostwriter: Season 1 on DVD
- Analysis in The Atlantic （页面存档备份，存于）